# Кечмания 17
Кечмания 17 (на английски: WrestleMania X-Seven) е седемнадесетото годишно pay-per-view събитие от поредицата Кечмания, продуцирано от Световната федерация по кеч (WWF). Събитието се провежда на 1 април 2001 г. в Хюстън, Тексас.

## Обща информация
На събитието има дванадесет мача, включително един, излъчен за Sunday Night Heat. Основното събитие е мач без дисквалификации между Ледения Стив Остин и Скалата за Титлата на WWF. Ъдъркарда включва Трите Хикса срещу Гробаря, вторият мач с маси, стълби и столове за Световните отборни титли на WWF и уличен бой между Винс Макмеън и Шейн Макмеън с Мик Фоли като специален гост-съдия.
Рекордната посещаемост на Reliant Astrodome от 67 925 зрители носи 3,5 милиона долара. В допълнение към търговския си успех, събитието получава общопризнание от критиците и феновете и често се счита за най-добрата Кечмания за всички времена, а от мнозина се смята за най-великото кеч pay-per-view.

## Резултати
| №                                         | Резултати | Правила | Време |
| ----------------------------------------- | --- | --- | ----- |
| 1                                         | Крис Джерико (ш) побеждава Уилям Ригъл | Индивидуален мач за Интерконтиненталната титла на WWF                                                                 | 7:08  |
| 2                                         | Таз и Дяконите (Брадшоу и Фарук) (с Жаклин) поб. Право на цензура (Бул Бучанън, Кръстника и Вал Винъс) (със Стивън Ричардс)                      | Шесторен отборен мач                                                                                                  | 3:52  |
| 3                                         | Кейн поб. Гарвана (ш) и Грамадата | Мач тройна заплаха хардкор за Хардкор титлата на WWF                                                                  | 9:17  |
| 4                                         | Еди Гереро (с Пери Сатърн) поб. Тест (ш) | Индивидуален мач за Европейската титла на WWF                                                                         | 8:30  |
| 5                                         | Кърт Енгъл поб. Крис Беноа | Индивидуален мач | 14:04 |
| 6                                         | Чайна поб. Айвъри (ш) | Индивидуален мач за Титлата при жените на WWF; Бул Бучанън, Кръстника, Вал Винъс и Стивън Ричардс са изгонени от мача | 2:39  |
| 7                                         | Шейн Макмеън поб. Г-н Макмеън (със Стефани Макмеън–Хелмсли и Триш Стратъс)                                                                       | Уличен бой с Мик Фоли като специален гост съдия.                                                                      | 14:12 |
| 8                                         | Острието и Крисчън (с Райно) поб. Дъдли бойз (Бъба Рей Дъдли и Дивон Дъдли) (ш) (със Спайк Дъдли) и Харди бойз (Джеф Харди и Мат Харди) (с Лита) | Мач с маси, стълби и столове за Световните отборни титли на WWF                                                       | 15:47 |
| 9                                         | Железният шейх последен елиминира Хилбили Джим                                                                                                   | Кралска битка на образите                                                                                             | 3:07  |
| 10                                        | Гробаря поб. Трите Хикса | Индивидуален мач | 18:19 |
| 11                                        | Ледения Стив Остин поб. Скалата (ш) | Мач без дисквалификации за Титлата на WWF                                                                             | 28:08 |
| - (ш) – указва шампиона/шампионите в мача | | |       |